# Phaeomarasmius
Phaeomarasmius Scherff. (ciemnotwardnik) – rodzaj grzybów z rzędu pieczarkowców (Agaricales).

## Systematyka i nazewnictwo
Pozycja w klasyfikacji według Index Fungorum: Tubariaceae, Agaricales, Agaricomycetidae, Agaricomycetes, Agaricomycotina, Basidiomycota, Fungi.
Synonimy: Epicorticium Velen., Flocculina P.D. Orton, Marasmiopsis Henn.
Polską nazwę nadał Władysław Wojewoda w 1999 r.
Gatunki występujące w Polsce:
- Phaeomarasmius borealis Rald 1991[4]
- Phaeomarasmius erinaceus (Fr.) Scherff. ex Romagn. 1937 – ciemnotwardnik łuskowaty
- Phaeomarasmius rimulincola (Lasch ex Rabenh.) Scherff. 1914 – ciemnotwardnik bocznotrzonowy

Nazwy naukowe na podstawie Index Fungorum. Wykaz gatunków i nazwy polskie według W. Wojewody i innych.